# Wilhelm Bauer (historiker)
Wilhelm Bauer, född 31 maj 1877, död 23 november 1953, var en österrikisk historiker.
Bauer blev 1917 extraordinarie och 1930 ordinarie professor i Wien. Han var en på en gång en framstående metodhistoriker och en betydande historieforskare. Bauer undersökte den offentliga meningens inflytande på den historiska utvecklingen och betonade de sociala faktorernas roll i historien. Bland hans arbeten märks Die öffentliche Meinung und ihre geschichtlichen Grundlagen (1914), Einführung in das Studium der Geschichte (1921, 2:a upplagan 1928), Die öffentliche Meinung in der Weltgeschichte (1929), Die deutsche Kultur von 1830-1870 (1941). Wilhelm Bauer var från 1912 tillsammans med R. Lacroix utgivare av Die korrespondenz Ferdinands I..